# Spirorbis digitus
Spirorbis digitus är en ringmaskart som beskrevs av Harris 1969. Spirorbis digitus ingår i släktet Spirorbis och familjen Serpulidae. Inga underarter finns listade i Catalogue of Life.